# روی کین
روی ماوریس کین (انگلیسی: Roy Maurice Keane؛ زاده ۱۰ اوت ۱۹۷۱) صاحب‌نظر فوتبال، مربی سابق و بازیکن حرفه‌ای سابق ایرلندی است. او مشترکاً موفق‌ترین بازیکن فوتبال ایرلندی تاریخ است که ۱۹ جام مهم را در دوران باشگاهی خود کسب کرده است و ۱۷ مورد از آن‌ها در دوران حضور او در باشگاه انگلیسی منچستر یونایتد به دست آمده است. او که یکی از بهترین هافبک‌های نسل خود در نظر گرفته می‌شود، در سال ۲۰۰۴ از سوی پله در فهرست فیفا ۱۰۰ از بزرگ‌ترین بازیکنان زنده جهان نام گرفت.

## زندگی ورزشی
کین فوتبال خود را از باشگاه کوب رامبلرز شروع کرد و سپس در سن ۱۸ سالگی توسط برین کلاگ به تیم ناتینگهام فارست انگلیس پیوست.
اولین بازی رسمی خود را برای ناتینگهام فارست در برابر لیورپول انجام داد که در آن بازی با نتیجه یک بر صفر شکست خوردند.
کین با اینکه بازیکن مغرور و خود رایی بود ولی از جکی چارلتون حرف‌شنوی فوق‌العاده‌ای داشت. بازی‌های درخشان کین در خط میانی تیم ناتینگهام فارست باعث شد که این تیم به روند رو به رشدی برسد به‌طوری‌که در سال دوم حضور کین در ناتینگهام فارست، این تیم توانست به فینال جام حذفی باشگاه‌های انگلیس برسد و در بازی فینال در برابر منچستر یونایتد مغلوب شد.
با اینکه منچستر یونایتد این بازی را با پیروزی پشت سرگذاشت ولی بازی درخشان کین نظر باشگاه منچستر را جلب کرد و این باشگاه مصرانه خواهان به خدمت گرفت وی شد و در نهایت توانست با مبلغ ۳٫۷۵ میلیون پوند که در آن زمان رکوردی در بازار نقل و انتقالات محسوب می‌شد، کین را به خدمت بگیرد.
تمرینات پیشرفته باشگاه منچستر باعث رشد بیشتر و پختگی در حرکات روی کین شد. حرکات منحصربه‌فرد وی و پاس‌ها دقیقش یاداور برایان رابسون یکی از اسطوره‌های باشگاه منچستر یونایتد بود.
در پایان فصل ۱۹۹۷، ۱۹۹۶ که اریک کانتونا با فوتبال حرفه‌ای خداحافظی کرد کین به عنوان محور اصلی تیم منچستر، کاپیتانی این تیم را بر عهده گرفت و توانست به همراه تیم منچستر شش بار به جام قهرمانی برسد. وی در نقش کاپیتان این تیم در دو سال توانست هر دو جام حذفی و قهرمانی را نیز بدست آورد.
وی در جام‌های جهانی ۱۹۹۴ و ۲۰۰۲ به همراه تیم ایرلند حضور داشت. در اولین فصل حضور کین در منچستر به عنوان کاپیتان این تیم وی با مصدومیت شدیدی در ناحیه زانو مواجه شد و به مدت دو ماه از میادین دور بود. در حالی که همگان تصور می‌کردند که همین مصدومیت باعث افت روحی شدید وی شود و دیگر نتواند به ترکیب اصلی تیم بازگردد ولی اراده و پشتکار وی باعث شد که او خیلی زود به ترکیب اصلی تیم بازگردد و همچنان به عنوان محور اصلی بازی منچستر مطرح باشد. هر ساله باشگاه منچستر در فصل نقل و انتقالات خیلی قاطع عدم تمایل خود را برای فروش این بازیکن اعلام می‌کند و باشگاه‌های دیگر چون می‌دانند که کین به هیچ وجه فروخته نخواهد شد بنابراین تلاشی هم برای جذب وی نمی‌نماید.